# 徐震翱
徐震翱（？年—？年），字郇雨，號新畬，浙江湖州府烏程縣人，寄籍順天府宛平縣，道光十七年（1837年）丁酉科舉人。

## 生平
- 道光二十五年三月，揀選知縣著以知州雙月選用[3]
- 道光二十七年二月，候選知州，著不論雙單月選用[4]
- 道光二十八年三月，選廣西橫州知州[5][6]
- 改補雲南寧州知州
- 再改貴州，署綏陽縣知縣
- 咸豐二年三月，補貴州永寧州知州[7][8]，咸豐四年捐輸軍餉，交部議敘[9][10]
- 服闕以直隸州發四川
- 署四川大邑縣知縣
- 署榮昌縣知縣
- 同治八年（1869年），署順慶府鄰水縣知縣[11]，四川候補直隸州知州，補缺後以知府用，先換頂戴賞戴藍翎，咸豐辛亥恩科貴州鄉試對讀官，壬子貴州文武鄉試同考官，誥授朝議大夫[12]，卒於官[13]。